# Gustav Dörfl
Gustav Dörfl (26. června 1854, Praha – 18. června 1902, tamtéž) byl český básník, spisovatel, překladatel a novinář. Pracoval jako korektor v redakci Národní politiky. Přispíval fejetony do pražských deníků, určitou dobu řídil časopis Česká rodina. Byl autorem básní, z nichž vyzařoval upřímný, hluboký cit. Překládal literární díla z češtiny do němčiny a z angličtiny do češtiny.

## Život
Narodil se r. 1854 v Praze. Studoval chemii na pražské německé technice. Roku 1877 odjel do Edinburghu, kde navštěvoval teologické kursy na New College. Strávil tam tři roky. Poté se vrátil do Prahy, kde redigoval evangelický literární časopis Česká rodina a sbírku Vánoční album.
Řadu let pracoval jako korektor v deníku Národní politika. Vedle toho byl literárně činný – psal básně a fejetony, překládal česká literární díla do němčiny a anglická do češtiny. Byl rovněž spolupracovníkem Ottova slovníku naučného.
Žil a vystupoval skromně, netlačil se do popředí a nepatřil tak ani během života k příliš známým spisovatelům. Zemřel 18. června 1902 na Královských Vinohradech v domě čp. 504 po krátké nemoci, která zřejmě souvisela s jeho korektorským povoláním. Pohřben byl na Vinohradském hřbitově. Byl vdovcem, zanechal po sobě jedenáctiletého syna.

## Dílo
Jako student přispíval básně do beletristických časopisů. Ohlas měly především vlastenecké balady, z nichž některé byly zkonfiskovány cenzurou (Hlasy českých mučenníků, Píseň oráče na Bílé hoře aj.)
Po návratu z Británie redigoval evangelický časopis Česká rodina a sbírku Vánoční album. Napsal také řadu fejetonů do pražských listů a své znalosti angličtiny využíval k překladům britských autorů, z nichž některé byly otištěny v literární příloze Národní politiky. Do téhož listu také psal příležitostné vlastenecké básně. Pro Národní divadlo upravil Shakespearovy hry Zimní pohádka, Jindřich IV. a Coriolan. Překládal rovněž z češtiny do němčiny např. básně Heyduka, Vrchlického a Nerudy.
Jeho básně vyzařují nelíčený, hluboký cit. Knižně vyšly např.:
- Ballady starší i nové
- Miscelly – výpravné verše
- Na Křivoklátě (1874), milostná lyrika[3]
- Stavme školy! – píseň českých zedníků (1881)

Překlady:
- Vítězslav Hálek’s Abendlieder (1874), překlad Hálkových Večerních písní do němčiny
- Wilkie Collins: Slepá láska (1889)
- Henry Morton Stanley: V nejtemnější Africe, neboli, Hledání, zachránění a ústup Emina, guvernéra Aequatorie (1890-91, společně s Eliškou Krásnohorskou a Primusem Sobotkou)
- Thomas Moore: Irské melodie (1899)

Pokusil se i o divadelní hry (Jaroslav z Boskovic, O dítě, veselohra Hračkář).